# Jane Fenn Hoskens
Jane Fenn Hoskens, scritto anche Hoskins (Londra, 1694 – 1764), è stata una scrittrice statunitense autrice del libro The Life and Spiritual Sufferings of That Faithful Servant of Christ Jane Hoskens, a Public Preacher among the People Called Quakers (1771).

## Primi anni di vita
Nel 1712, la diciannovenne Jane Fenn lasciò la sua casa, la sua famiglia e i suoi amici a Londra per obbedire a una voce interiore che le diceva: “Vai in Pennsylvania!”. Dopo essere arrivata a Filadelfia, fu presto incarcerata per essersi rifiutata di firmare un'obbligazione dettata dall'uomo che aveva organizzato il suo trasferimento. Riscattata da un gruppo di quaccheri della contea di Plymouth che desideravano assumerla come insegnante. Trascorse tre anni nella loro comunità e iniziò ad assorbire i loro insegnamenti e le loro abitudini.

## Opera letteraria
Scrisse un'autobiografia. Il racconto della Hoskens fu pubblicato postumo dal tipografo quacchero William Evitt nel 1771, con il titolo The Life and Spiritual Sufferings of That Faithful Servant of Christ, Jane Hoskens, a Public Preacher among the People Called Quakers. Il racconto della Hoskens è considerato la prima autobiografia spirituale di una donna quacchera pubblicata in America. Documenta non solo la sua esperienza religiosa, ma anche le pratiche delle comunità quacchere della prima Pennsylvania e, in particolare, l'importanza delle reti di relazioni femminili attorno alle quali ruotava la vita delle donne.
La sua narrazione racconta le sue lotte interiori con il proprio senso di indegnità, le tentazioni di Satana, la sua avversione a farsi notare e la sua resistenza a parlare nelle riunioni.

## Negli anni successivi
Nel 1716 si trasferì nella comunità quacchera di Haverford e nel 1718 a Chester, dove divenne la governante e la protetta di David Lloyd, un importante quacchero e giudice capo della Pennsylvania. Nel 1721 iniziò a viaggiare localmente come predicatrice, in compagnia di Elizabeth Levis. Nel 1722, le donne estesero il loro ministero al Maryland, alla Virginia e alla Carolina del Nord. Nel 1725 si recarono nelle Barbados, Rhode Island, Massachusetts, New York, New Jersey, Maryland e Virginia. Nel 1727, con Abigail Bowles, portò il ministero in Inghilterra e in Irlanda. Nei trent'anni successivi continuò a viaggiare per la costa orientale, parlando nelle riunioni degli amici e predicando anche in luoghi pubblici.
Nel 1738 sposò Joseph Hoskins (morto nel 1773), un prospero commerciante quacchero di Chester, Pa. Sulla sua vita e sul significato della sua narrazione, si veda Michele Lise Tarter, “Jane Fenn Hoskens”, Dictionary of Literary Biography, Volume 200: American Women Prose Writers to 1820, ed. Carla Mulford (Detroit: Gale Research, 1999), pp. 187-194, e Rebecca Larson, Daughters of Light: Quaker Women Preaching and Prophesying in the Colonies and Abroad, 1700-1775 (New York, Alfred A. Knopf, 1999).